# Leptogenys imperatrix
Leptogenys imperatrix é uma espécie de formiga do gênero Leptogenys, pertencente à subfamília Ponerinae.